# Ратушны, Дэн
Дэн Ратушны (англ. Daniel (Dan) Paul Ratushny; род. 29 октября 1970, Непин) — канадский хоккеист и тренер.

## Биография

### Карьера игрока
После первого сезона в хоккейной команде Cornell Big Red Корнеллского университета выбран 25-м в общем зачёте драфта НХЛ 1989 года командой «Виннипег Джетс». Провёл ещё два сезона в корнеллской команде и был назван всеамериканским атлетом по версии Eastern College Athletic Conference (ECAC) в 1990 и 1991 годах. Представлял в 1990 году Канаду на чемпионате мира по хоккею среди молодёжных команд, завоевав золотую медаль.
Был участником Олимпийских игр 1992 года в Альбервиле, Франция, где вместе с командой завоевал серебряную награду. В сезоне 1991/92 играл в Швейцарии в клубе EHC Olten города Ольтен. На сезон 1992/93 подписал контракт с клубом Fort Wayne Komets хоккейной лиги International Hockey League (IHL). Затем был куплен клубом «Ванкувер Кэнакс», за который провёл всего один матч.
С 1993 до 1999 года Дэн ратушный выступал в IHL и Американская хоккейная лига, после чего продолжил карьеру за рубежом — в Японии, Финляндии, Великобритании и Швеции. В 1997 году он закончил Корнеллский университет, получив диплом бакалавра в области экономики. В 2003 году получил степень магистра в бизнес-школе Strathclyde Business School и на юридическом факультете Оттавского университета в 2006 году.

### Карьера тренера
Обучаясь в Оттаве, работал в качестве помощника тренера хоккейной команды университета в 2004—2005 годах. С 2006 до 2009 годы работал юристом в канадской юридической фирме Stikeman Elliott в Торонто.
С 2009 по 2011 год основательно занялся тренерской работой — был главным тренером команды EHC Olten швейцарской лиги National League B, в которой ранее выступал. В 2011 году стал главным тренером команды «Штраубинг Тайгерс» в Немецкой хоккейной лиге, которую в сезоне 2011/12, привел в полуфинальную стадию плей-офф и был назван тренером года Немецкой хоккейной лиги. Затем в 2014 году подписал контракт с зальцбургской хоккейной командой «Ред Булл» Австрийской хоккейной лиги и одновременно был назначен главным тренером сборной Австрии по хоккею. Ратушный привёл «Ред Булл» к чемпионскому титулу в сезоне 2013/14 и повторил этот же успех в следующем году.